# Liste der Kulturdenkmäler in Heidweiler
In der Liste der Kulturdenkmäler in Heidweiler sind alle Kulturdenkmäler der rheinland-pfälzischen Ortsgemeinde Heidweiler aufgeführt. Grundlage ist die Denkmalliste des Landes Rheinland-Pfalz (Stand: 10. August 2023).

## Einzeldenkmäler
| Bezeichnung                            | Lage                                                              | Baujahr         | Beschreibung                                                                                              | Bild                                    |
| -------------------------------------- | ----------------------------------------------------------------- | --------------- | --- | --------------------------------------- |
| Quereinhaus                            | Am Klausbach 5 Lage                                               | 1859            | stattliches Quereinhaus, bezeichnet 1859                                                                  | BW                                      |
| Wegekreuz                              | In der Gaß, Ecke Wittlicher Straße Lage                           | 1668            | Schaftkreuz, bezeichnet 1668                                                                              | weitere Bilder Fotos hochladen          |
| Katholische Pfarrkirche St. Vincentius | Kirchstraße Lage                                                  | 1776            | dreiachsiger Saalbau, heutiges Erscheinungsbild wohl von 1776, im Kern eventuell älter, Chor von 1905     | BW                                      |
| Friedhof                               | Kirchstraße Lage                                                  |                 | von Bruchsteinmauer umfriedeter Friedhof; neugotisches Kirchhofskreuz, zweite Hälfte des 19. Jahrhunderts | BW                                      |
| Wohnhaus                               | Kirchstraße 2 Lage                                                | 1756            | Wohnteil des ehemaligen Pfarrhofs, bezeichnet 1756                                                        | BW                                      |
| Wegekreuz                              | Mühlenstraße, am östlichen Ortseingang Lage                       | 1758            | barockes Schaftkreuz, bezeichnet 1758                                                                     | BW                                      |
| Wegekreuz                              | Mühlenstraße, am östlichen Ortseingang Lage                       | 1946            | Balkenkreuz, angeblich von 1946                                                                           | BW                                      |
| Wegekreuz                              | Wittlicher Straße, gegenüber Nr. 31 Lage                          | 1665            | Schaftkreuz, bezeichnet 1665                                                                              | BW                                      |
| Wegekreuz                              | Wittlicher Straße, Ecke Greverather Weg Lage                      | 1703            | barockes Schaftkreuz, bezeichnet 1703                                                                     | BW                                      |
| Quereinhaus                            | Zum Unterdorf 17 Lage                                             | um 1820/30      | ehemaliges Försterhaus; stattliches Quereinhaus, um 1820/30                                               | BW                                      |
| Wegekreuz                              | außerhalb des Ortes (Im Wohnsweg)                                 | 1946            | barockisierendes Schaftkreuz, bezeichnet 1946                                                             | Direkt Bild zu diesem Denkmal hochladen |
| Wegekreuz                              | nördlich des Ortes an einem Feldweg Lage                          | 1814            | nachbarockes Schaftkreuz, bezeichnet 1814                                                                 | BW                                      |
| Heidweilermühle                        | östlich des Ortes am Bendersbach (Mühlenstraße 2) Lage            | 19. Jahrhundert | Quereinhaus, 19. Jahrhundert                                                                              | BW                                      |
| Waschhaus                              | östlich des Ortes am Bendersbach Lage                             | 1884            | von Bruchsteintonne überdeckter Waschplatz, bezeichnet 1884                                               | BW                                      |
| Gerberhäuschen                         | östlich des Ortes am Bendersbach Lage                             | 1785            | von Bruchsteintonne überdeckter Waschplatz, bezeichnet 1785                                               | BW                                      |
| Wegekapelle                            | östlich des Ortes am Bendersbach Lage                             | 1735            | Putzbau, bezeichnet 1735                                                                                  | BW                                      |
| Wegekreuz                              | südlich des Ortes an der L 49 Lage                                | 1681            | Schaftkreuz, bezeichnet 1681                                                                              | BW                                      |
| Heiligenhäuschen                       | südwestlich des Ortes an einem Feldweg; Distrikt Am Bildchen Lage | 1888            | romanisierender Rotsandsteinbau, bezeichnet 1888                                                          | BW                                      |